# Lutte aux Jeux olympiques d'été de 1952
Navigation
Londres 1948 Melbourne 1956

## Tableau des médailles
| Rang | Nation           | Or | Argent | Bronze | Total |
| ---- | ---------------- | -- | ------ | ------ | ----- |
| 1    | Union soviétique | 6  | 2      | 2      | 10    |
| 2    | Suède            | 3  | 4      | 1      | 8     |
| 3    | Hongrie          | 2  | 1      | 1      | 4     |
| 4    | Turquie          | 2  | 0      | 1      | 3     |
| 5    | États-Unis       | 1  | 2      | 1      | 4     |
| 6    | Finlande         | 1  | 1      | 2      | 4     |
| 7    | Japon            | 1  | 1      | 0      | 2     |
| 8    | Iran             | 0  | 2      | 3      | 5     |
| 9    | Tchécoslovaquie  | 0  | 1      | 1      | 2     |
| -    | Liban            | 0  | 1      | 1      | 2     |
| 11   | Italie           | 0  | 1      | 0      | 1     |
| 12   | Grande-Bretagne  | 0  | 0      | 1      | 1     |
| -    | Égypte           | 0  | 0      | 1      | 1     |
| -    | Inde             | 0  | 0      | 1      | 1     |
| -    |                  | 16 | 16     | 16     | 48    |

## Tableau des médailles par catégories
| Rang | Pays | Médaille d'or | Médaille d'argent | Médaille de bronze | Total |
| ---- | ---- | ------------- | ----------------- | ------------------ | ----- |

## Lutte gréco-romaine
| Épreuves                    | Or                               | Argent                             | Bronze                            |
| --------------------------- | -------------------------------- | ---------------------------------- | --------------------------------- |
| Poids mouche - 52 kg        | Boris Gurevich Union soviétique  | Ignazio Fabra Italie               | Leo Honkala Finlande              |
| Poids coq, 52 - 57 kg       | Imre Hódos Hongrie               | Zakaria Chihab Liban               | Artem Teryan Union soviétique     |
| Poids plume, 57 - 62 kg     | Yakov Punkin Union soviétique    | Imre Polyák Hongrie                | Abdel Al-Rashid Égypte            |
| Poids légers, 62 - 67 kg    | Shazam Safin Union soviétique    | Gustav Freij Suède                 | Mikuláš Athanasov Tchécoslovaquie |
| Poids mi-moyens, 67 - 73 kg | Miklós Szilvásy Hongrie          | Gösta Andersson Suède              | Khalil Taha Liban                 |
| Poids moyens, 73 - 79 kg    | Axel Grönberg Suède              | Kalervo Rauhala Finlande           | Nikolay Belov Union soviétique    |
| Poids mi-lourds, 79 - 87 kg | Kelpo Gröndahl Finlande          | Shalva Chikhladze Union soviétique | Karl-Erik Nilsson Suède           |
| Poids lourds, + 87 kg       | Johannes Kotkas Union soviétique | Josef Růžička Tchécoslovaquie      | Tauno Kovanen Finlande            |

## Lutte libre
| Épreuves                    | Or                                  | Argent                             | Bronze                           |
| --------------------------- | ----------------------------------- | ---------------------------------- | -------------------------------- |
| Poids mouche - 52 kg        | Hasan Gemici Turquie                | Yushu Kitano Japon                 | Mahmoud Mollaghasemi Iran        |
| Poids coq, 52 - 57 kg       | Shohachi Ishii Japon                | Rashid Mamedbekov Union soviétique | Khashaba Dadasaheb Jadhav Inde   |
| Poids plume, 57 - 62 kg     | Bayram Şit Turquie                  | Nasser Givehchi Iran               | Josiah Henson États-Unis         |
| Poids légers, 62 - 67 kg    | Olle Anderberg Suède                | Jay Thomas Evans États-Unis        | Jahanbakht Tofigh Iran           |
| Poids mi-moyens, 67 - 73 kg | William Smith États-Unis            | Per Gunnar Berlin Suède            | Abdollah Mojtabavi Iran          |
| Poids moyens, 73 - 79 kg    | David Tsimakuridze Union soviétique | Gholam Reza Takhti Iran            | György Gurics Hongrie            |
| Poids mi-lourds, 79 - 87 kg | Viking Palm Suède                   | Henry Wittenberg États-Unis        | Adil Atan Turquie                |
| Poids lourds, + 87 kg       | Arsen Mekokishvili Union soviétique | Bertil Antonsson Suède             | Kenneth Richmond Grande-Bretagne |